# ウズベクエネルゴ
ウズベクエネルゴ (ウズベク語: O'zbekenergo、ロシア語: Узбекэнерго、英語: Uzbekenergo) はウズベキスタンを拠点とする国営のジョイント・ストック・カンパニー (State Joint Stock Company, 略称：SJSC、ГАК)である。主に石炭や石油、天然ガスを利用した電力事業を行なっている。ウズベキスタン電力公社と呼ばれることもある。

## 概要
ウズベクエネルゴは2001年に設立された。ウズベクエネルゴの総発電量は12,300MWであり、これは中央アジア全体の電力生産量の約50％に当たる。ウズベクエネルゴの年間電力生産量は480億kWhであり、ウズベキスタン国内の電力のほぼすべてがウズベクエネルゴによって賄われている。
ウズベクエネルゴは53の子会社・組織からなり、53の企業の内訳は39が公開会社、11がユニタリ・エンタープライズ、2つが有限責任会社、1つが関連会社となっている。
国内にはタリマルジャンや、アングレン、シルダリヤ、タシュケントなどに火力発電所 (Thermal Power Plant, TPP)が設置されている。
中央アジア最大の火力発電所であるシルダリヤ火力発電所は3000MW、新アングレン火力発電所は2100MW、ナヴォイ火力発電所は1250MW、タヒアタシュ火力発電所 (Taxiatosh TPP, Тахиаташ ТЭС)は730MW、アングレン火力発電所は484MWの発電量を有している他、シルダリヤ水力発電所は126MWの発電量を有する。
2009年10月13日、ウズベクエネルゴを有するウズベキスタンは中央アジア統一エネルギーシステムから撤退することを発表した。
また、2013年2月6日には中国最大手の太陽光発電システム開発企業であるサンテックパワー (尚德) と太陽光発電パネルを共同生産することで合意、太陽光発電事業も行うことが決定している。